# 喻新华
喻新华（1905年—1993年），中国人民解放军将领、中国人民解放军开国少将。
曾任中国人民解放军南京军区后勤部政治部副主任。1955年，授予中国人民解放军少将。